# Американский солдат
«Американский солдат» — драма, снятая в 1970 году Райнером Вернером Фасбиндером.

## Сюжет
Трое мюнхенских полицейских (Ян Георге, Харк Бом и Мариус Айхер) нанимают убийцу-контрактника Рики (Карл Шейдт), американца родом из Мюнхена, который воевал во Вьетнаме. Тот должен устранить несколько человек, которых они как представители закона не могут просто так убить. Прежде чем приступить к выполнению первого задания, Рики встречается со своим старым приятелем Францем Вальшем (Фассбиндер). Его первой жертвой становится цыган-гомосексуалист (Улли Ломмель); затем он должен убить Магдалену Фуллер (Катрин Шааке), девушку, торгующую порнографическими журналами и информацией, но убивает и её друга, так как застает того вместе с ней. В отеле он заказывает себе девушку, и портье посылает к нему Розу фон Праунхайм (Эльга Зорбас), любовницу одного из полицейских. Она влюбляется в Рики. Рики навещает мать (Ева Ингеборг Шольц) и брата (Курт Рааб). Получив последнее задание убить Розу фон Праунхайм, он не раздумывая выполняет его. На главном вокзале разыгрывается финальная сцена: полицейские убивают Рики и Франца, которых отвлекло появление матери и брата Рики. Тогда как мать застывает в недоумении, брат бросается на тело Рики. Заключительный кадр снят в рапиде.

## В ролях
- Карл Шейдт — Рики
- Эльга Зорбас — Роза
- Ян Георге — Ян
- Маргарета фон Тротта — горничная
- Харк Бом — Док
- Ингрид Кавен — певица
- Ева Ингеборг Шольц — мать Рики
- Курт Рааб — брат Рики
- Мариус Айхер — полицейский
- Густль Дац — полицай-президент
- Маркард Бом — частный детектив
- Райнер Вернер Фасбиндер — Франц
- Катрин Шааке — Магдалена Фуллер
- Улли Ломмель — цыган
- Ирм Херман — шлюха